# SHOT Show
O SHOT (Shooting, Hunting, Outdoor Trade) Show é uma feira anual norte-americana para a indústria de tiro, caça e armas de fogo. Esse evento superou a marca de 60 mil participantes em 2012, quando recebeu 61.017 pessoas.
É o maior evento desse tipo no mundo, juntamente com o IWA OutdoorClassics ("IWA Nürnberg"), que também ocorre anualmente. O termo "SHOT", nesse caso, é um acrônimo para "Shooting, Hunting and Outdoor Trade". O primeiro SHOT Show foi realizado em St. Louis, Missouri, em 1979. A exposição é realizada e patrocinada pela National Shooting Sports Foundation. O evento é fechado ao público e tem acesso restrito a membros e comerciantes do setor de tiro, caça, militar e de aventura, incluindo também compradores e representantes comerciais de produtos militares, policiais e táticos.
Costumava ocorrer entre Las Vegas — Orlando — Nova Orleans e várias outras cidades dos EUA, embora nos últimos anos tenha ocorrido apenas em Las Vegas e tenha fechado contrato para permanecer lá até 2027. Tem atraído um público médio de cerca de 60 mil participantes anualmente para os seus mais de 58 mil metros quadrados em espaço de exposições. Está entre as 25 principais feiras de negócios nos Estados Unidos.

## Histórico do evento
| Ano  | Datas                | Cidade                                             | Participantes    |
| ---- | -------------------- | -------------------------------------------------- | ---------------- |
| 1979 |                      | St. Louis, Missouri                                | 5.600            |
| 1980 |                      | San Francisco, Califórnia                          | 8.500            |
| 1981 |                      | New Orleans, Louisiana                             | 17.800           |
| 1982 | 11 a 13 de janeiro   | Atlanta, Georgia                                   | 17.850           |
| 1983 |                      | Dallas, Texas                                      | 20.000           |
| 1984 |                      | Dallas, Texas                                      | 22.000           |
| 1985 |                      | Atlanta, Georgia                                   | 19.200           |
| 1986 |                      | Houston, Texas                                     | 20.950           |
| 1987 |                      | New Orleans, Louisiana                             | 19.500           |
| 1988 |                      | Las Vegas, Nevada                                  | 19.800           |
| 1989 |                      | Dallas, Texas                                      | 23.500           |
| 1990 |                      | Las Vegas, Nevada                                  | 23.523           |
| 1991 |                      | Dallas, Texas                                      | 25.525           |
| 1992 |                      | New Orleans, Louisiana                             | 23.262           |
| 1993 |                      | Houston, Texas                                     | 25.030           |
| 1994 |                      | Dallas, Texas                                      | 27.800           |
| 1995 |                      | Las Vegas, Nevada                                  | 29.600           |
| 1996 |                      | Dallas, Texas                                      | 28.500           |
| 1997 |                      | Las Vegas, Nevada                                  | 35.102           |
| 1998 | 27 a 30 de janeiro   | Las Vegas, Nevada                                  | 32.759           |
| 1999 | 1 a 4 de fevereiro   | Atlanta, Georgia                                   | 25.814           |
| 2000 |                      | Las Vegas, Nevada                                  | 29.607           |
| 2001 | 11 a 14 de janeiro   | New Orleans, Louisiana                             | 25.496           |
| 2002 |                      | Las Vegas, Nevada                                  | 31.342           |
| 2003 | 13 a 16 de fevereiro | Orlando, Florida                                   | 27.494           |
| 2004 | 12 a 15 de fevereiro | Las Vegas, Nevada                                  | 33.264           |
| 2005 | 28 a 31 de janeiro   | Las Vegas, Nevada                                  | 37.730           |
| 2006 | 9 a 11 de fevereiro  | Las Vegas, Nevada                                  | 40.892           |
| 2007 | 11 a 13 de janeiro   | Orlando, Florida                                   | 42.216           |
| 2008 | 1 a 4 de fevereiro   | Las Vegas, Nevada                                  | 58.769           |
| 2009 | 15 a 18 de janeiro   | Orlando, Florida (Orange County Convention Center) | 48.907           |
| 2010 | 19 a 22 de janeiro   | Las Vegas, Nevada (Sands Expo)                     | 58.444           |
| 2011 | 18 a 21 de janeiro   | Las Vegas, Nevada (Sands Expo)                     | 57.390           |
| 2012 | 17 a 20 de janeiro   | Las Vegas, Nevada (Sands Expo)                     | 61.017           |
| 2013 | 15 a 18 de janeiro   | Las Vegas, Nevada (Sands Expo)                     | 62.371           |
| 2014 | 14 a 17 de janeiro   | Las Vegas, Nevada (Sands Expo)                     | 67.000+          |
| 2015 | 20 a 21 de janeiro   | Las Vegas, Nevada (Sands Expo)                     | ~64.000          |
| 2016 | 12 a 22 de janeiro   | Las Vegas, Nevada (Sands Expo)                     | 54.547           |
| 2017 | 17 a 20 de janeiro   | Las Vegas, Nevada (Sands Expo)                     | ~65.000          |
| 2018 | 23 a 26 de janeiro   | Las Vegas, Nevada (Sands Expo)                     | ~60.000          |
| 2019 | 22 a 25 de janeiro   | Las Vegas, Nevada (Sands Expo)                     | 58.000+          |
| 2020 | 21 a 24 de janeiro   | Las Vegas, Nevada (Sands Expo)                     | 55.000+          |
| 2021 | 19 a 22 de janeiro   | Las Vegas, Nevada (Sands Expo)                     | Cancelado        |
| 2022 | 18 a 21 de janeiro   | Las Vegas, Nevada (Sands Expo)                     | a ser confirmado |
| 2023 | 17 a 20 de janeiro   | Las Vegas, Nevada (Sands Expo)                     | a ser confirmado |
| 2024 | a ser confirmado     | Las Vegas, Nevada (Sands Expo)                     | a ser confirmado |
| 2025 | a ser confirmado     | Las Vegas, Nevada (Sands Expo)                     | a ser confirmado |
| 2026 | a ser confirmado     | Las Vegas, Nevada (Sands Expo)                     | a ser confirmado |
| 2027 | a ser confirmado     | Las Vegas, Nevada (Sands Expo)                     | a ser confirmado |